# Besse-sur-Issole
Besse-sur-Issole – miejscowość i gmina we Francji, w regionie Prowansja-Alpy-Lazurowe Wybrzeże, w departamencie Var.
Według danych na rok 1990 gminę zamieszkiwały 1342 osoby, a gęstość zaludnienia wynosiła 36 osób/km² (wśród 963 gmin regionu Prowansja-Alpy-W. Lazurowe Besse-sur-Issole plasuje się na 326. miejscu pod względem liczby ludności, natomiast pod względem powierzchni na miejscu 244.).